# Весёлая Горка (Хабаровский край)
Весёлая Го́рка — село в районе имени Полины Осипенко Хабаровского края. Входит в состав Бриаканского сельского поселения. Связано с райцентром дорогой с твёрдым покрытием.

## Население
| 1926 | 1992 | 2002 | 2010 | 2011 | 2012 | 2021 |
| ---- | ---- | ---- | ---- | ---- | ---- | ---- |
| 238  | ↘137 | ↘111 | ↘77  | →77  | ↘75  | ↘26  |